# Sisseln
Sisseln (schweizerdeutsch: ˈsɪsːlə) ist eine Einwohnergemeinde im Schweizer Kanton Aargau. Sie gehört zum Bezirk Laufenburg und liegt am Hochrhein im Zentrum der Region Fricktal, an der Grenze zu Deutschland.

## Geographie
Das Dorf befindet sich östlich der Mündung des namensgebenden Bachs Sissle in den Rhein, auf einer etwas erhöht liegenden Schotterterrasse. Der Rhein fliesst unmittelbar nördlich des Dorfzentrums vorbei. In östlicher, südlicher und westlicher Richtung erstreckt sich das weitgehend flache Sisslerfeld, eine ausgedehnte Ebene.
Die Fläche des Gemeindegebiets beträgt 252 Hektaren, davon sind 47 Hektaren bewaldet und 88 Hektaren überbaut. Der höchste Punkt befindet sich auf 306 m ü. M. im Wald südöstlich des Dorfzentrums, der tiefste auf 290 m ü. M. am Rhein. Nachbargemeinden in der Schweiz sind Stein im Westen, Münchwilen im Südwesten, Eiken im Süden sowie Kaisten im Osten. Im Norden grenzt Sisseln an die deutschen Gemeinden Bad Säckingen und Murg.

## Geschichte

Luftbild (1950)

Östlich des Dorfes befand sich ein befestigtes Bauwerk der Römer. Das Gebäude, auf beiden Seiten von einem halbrunden Turm flankiert, entstand in der zweiten Hälfte des 4. Jahrhunderts und diente als militärisches Magazin. Der Ortsname leitet sich von der Sissle ab, welches wiederum vom alteuropäischen Sissila («die Fliessende») stammt.
Sisseln gilt als eines der jüngsten Dörfer des Kantons. Es entstand erst in der zweiten Hälfte des 18. Jahrhunderts, als Bürger des vorderösterreichischen Dorfes Eiken an der Mündung der Sissle eine Ausbausiedlung errichteten. Das Dorf gehörte zunächst zur Kameralherrschaft Laufenburg. 1797 wurde das Fricktal nach dem Frieden von Campo Formio ein französisches Protektorat. Während des Zweiten Koalitionskrieges verlief hier die Frontlinie zwischen den Armeen Frankreichs und Österreichs. Am 20. Februar 1802 gelangte Sisseln zum Distrikt Frick des Kantons Fricktal, der sich im August der Helvetischen Republik anschloss.
Seit dem 19. Februar 1803 gehört das Dorf zum Kanton Aargau. 1806 trennte sich Sisseln von Eiken und bildet seither eine eigenständige Gemeinde. Die Dorfbewohner lebten von der Landwirtschaft, der Fischerei und der Flösserei. Die beiden letztgenannten Berufsgruppen verschwanden um 1900, als in der Nachbargemeinde Stein ein Wasserkraftwerk gebaut wurde. Am 1. August 1892 erfolgte die Eröffnung der Bahnstrecke Koblenz–Stein-Säckingen. Ab Beginn der 1970er Jahre liess die Basler Chemieindustrie auf dem Sisslerfeld ausgedehnte Produktionsanlagen errichten, Sisseln wandelte sich zu einer Industriegemeinde am Rande der Agglomeration der Stadt Basel. Seither hat sich die Bevölkerungszahl fast verdreifacht.

## Sehenswürdigkeiten
Die schlichte spätbarocke römisch-katholische Kapelle stammt aus dem Jahr 1823 und ist dem Heiligen Fridolin geweiht. Sehenswert sind die drei klassizistischen Stuckmarmoraltäre und die von Putten präsentierte Stuckkartusche auf dem Scheitel des Chorbogens.

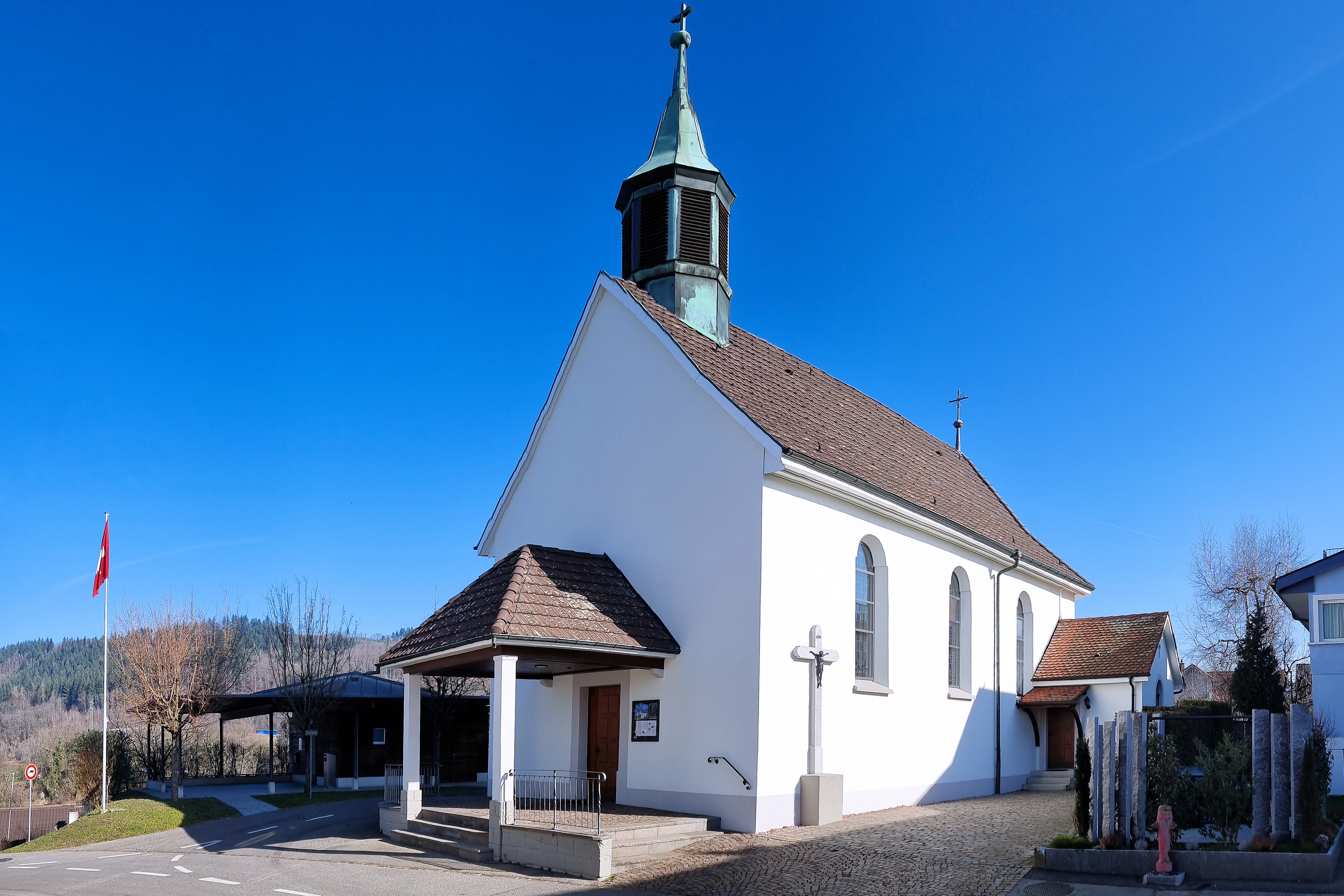
Fridolinskapelle
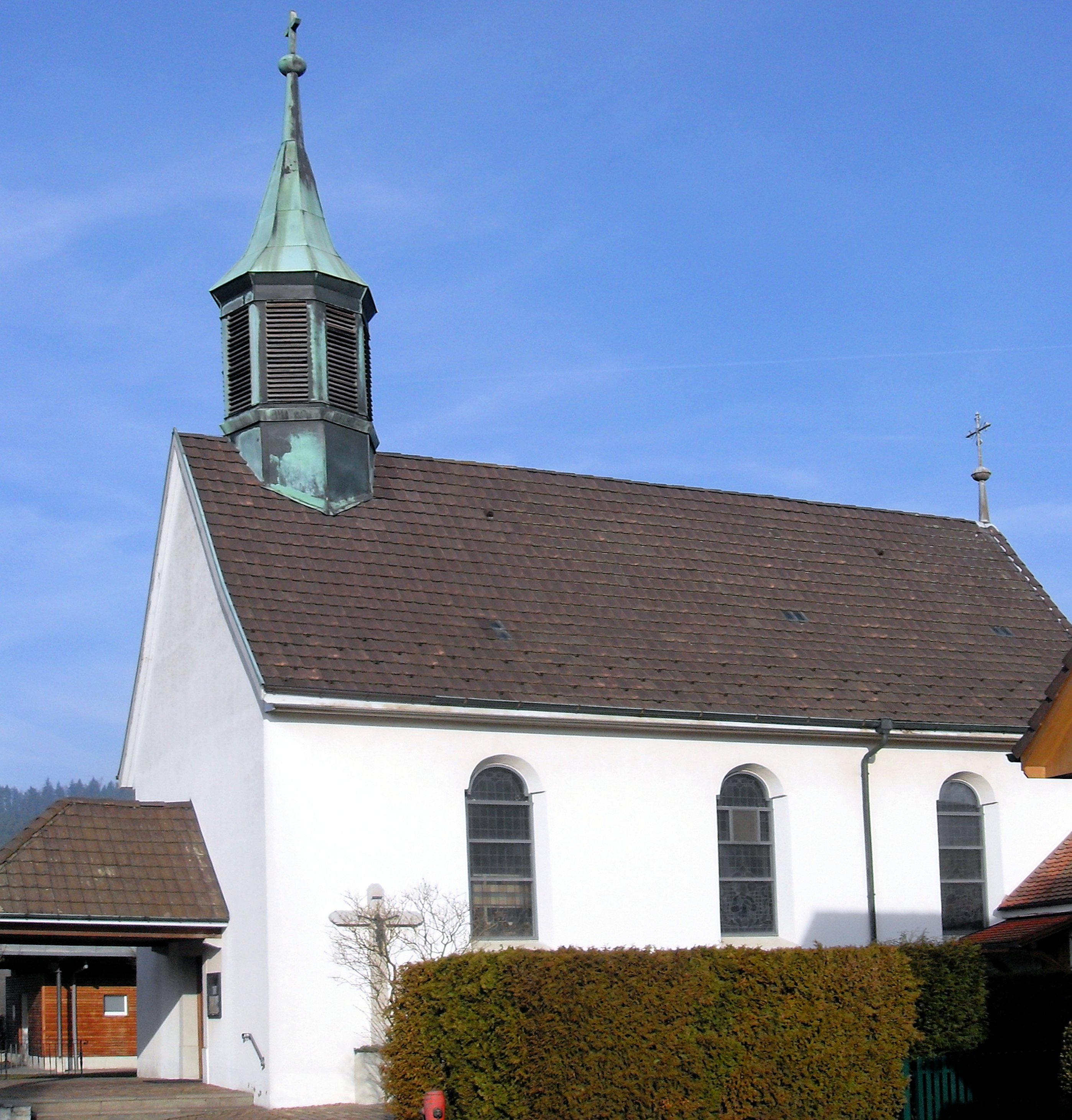
St. Fridolin
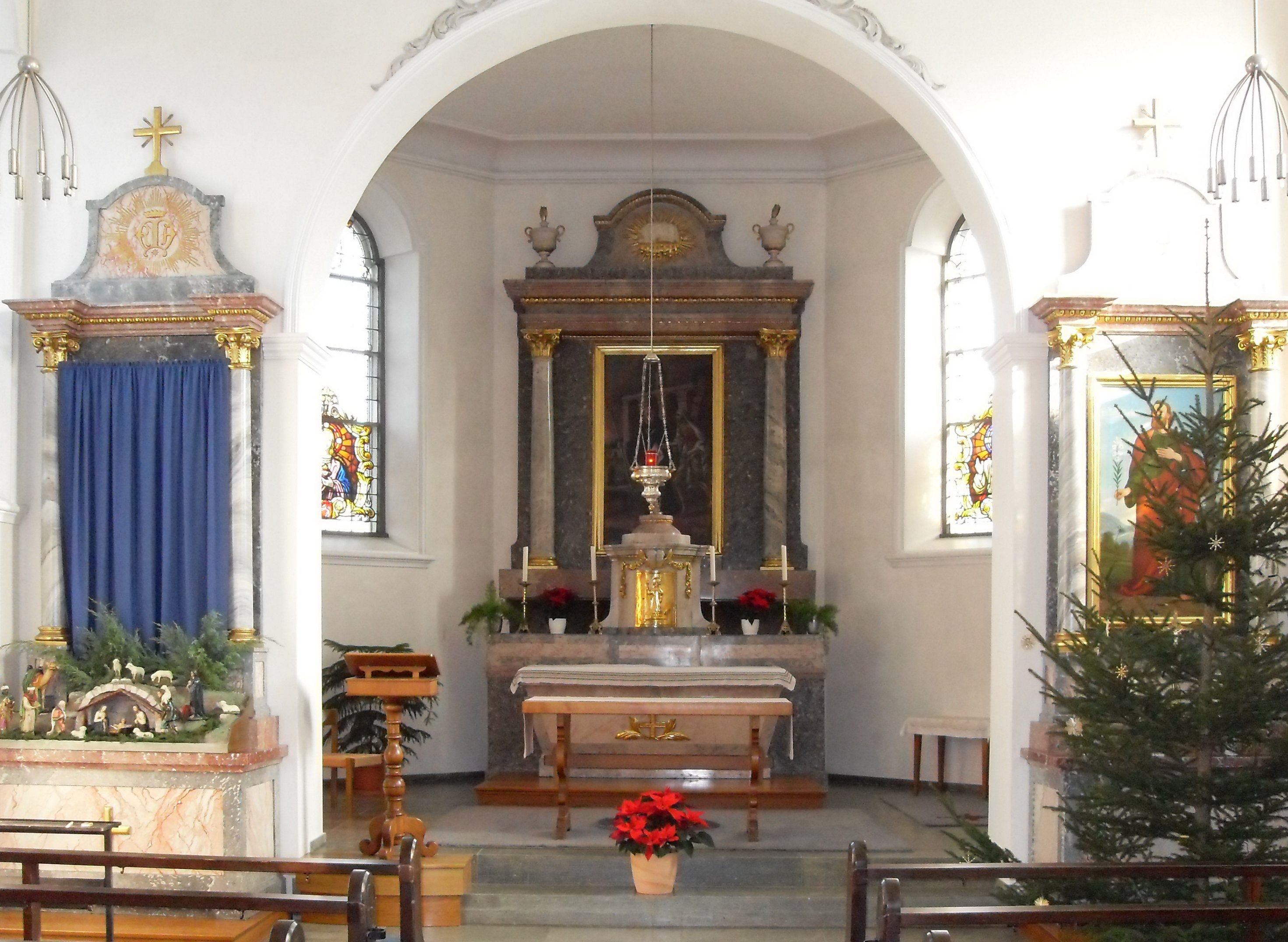
Innenansicht
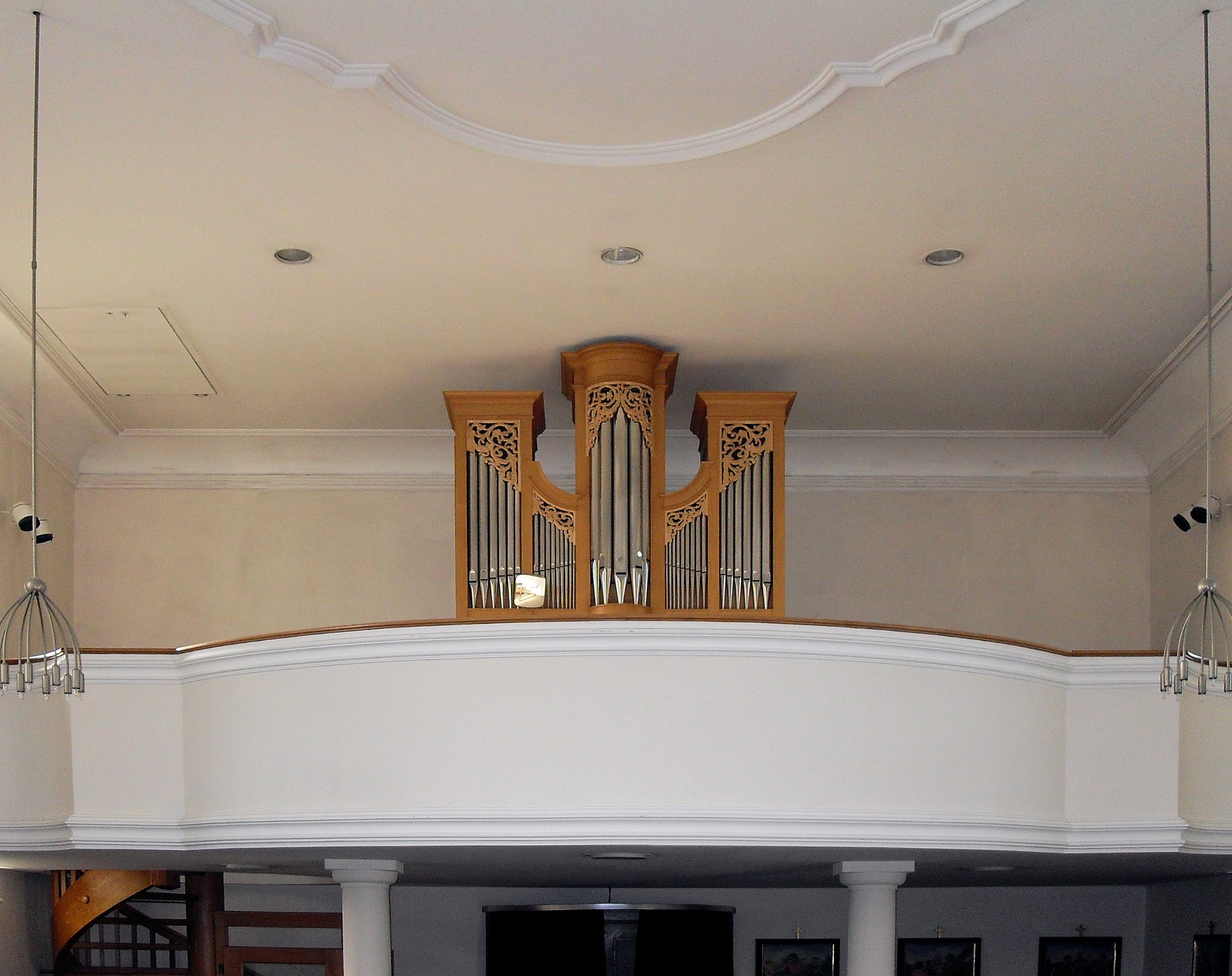
Orgel

## Wappen
Die Blasonierung des Gemeindewappens lautet: «In Grün weisser Schräglinksfluss mit Einmündung vom linken Schildfuss her, im rechten Obereck schräg gestelltes dreizackiges weisses Fischspeereisen.» 1949 hatte Sisseln noch kein eigenes Wappen. Der Männerchor des Dorfes wollte damals eine neue Fahne anschaffen und wandte sich an die kantonale Wappenkommission. Die beiden Flüsse symbolisieren den Rhein und die Sissle, das Speereisen weist auf den früheren Lachsfang hin, die grüne Farbe steht für die Fruchtbarkeit der Sissleraue.

## Bevölkerung
Die Einwohnerzahlen entwickelten sich wie folgt:
| Jahr      | 1803 | 1850 | 1900 | 1930 | 1950 | 1960 | 1970 | 1980 | 1990 | 2000 | 2010 | 2020 | 2022 |
| Einwohner | 233  | 367  | 365  | 287  | 318  | 361  | 475  | 733  | 1160 | 1259 | 1425 | 1661 | 1704 |

Am 31. Dezember 2023 lebten 1666 Menschen in Sisseln, der Ausländeranteil betrug 30,7 %. Bei der Volkszählung 2015 bezeichneten sich 36,2 % als römisch-katholisch und 19,1 % als reformiert; 44,7 % waren konfessionslos oder gehörten anderen Glaubensrichtungen an. 91,9 % gaben bei der Volkszählung 2000 Deutsch als ihre Hauptsprache an, 2,4 % Italienisch und 0,9 % Französisch.

## Politik und Recht

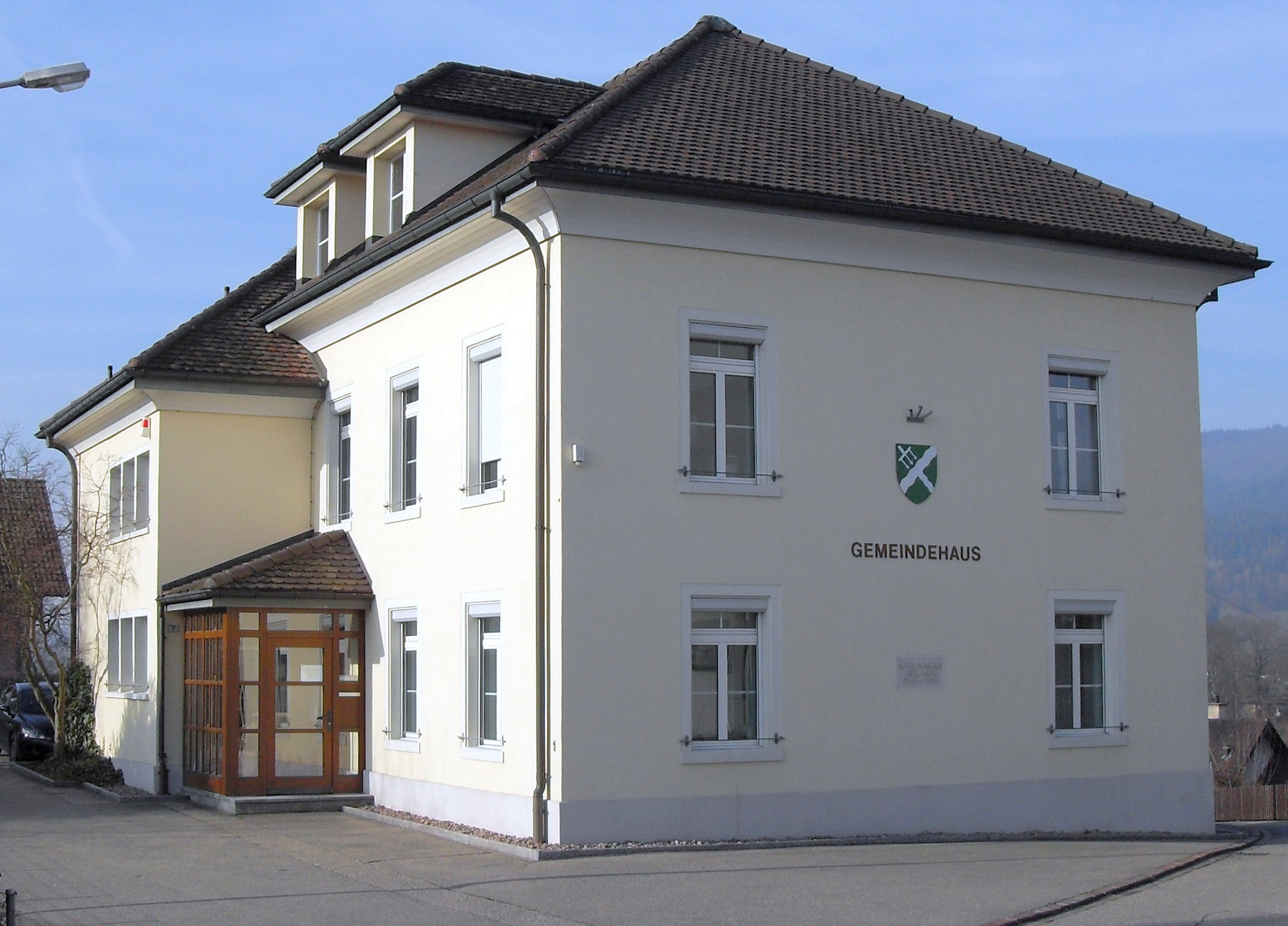
Altes Gemeindehaus Sisseln

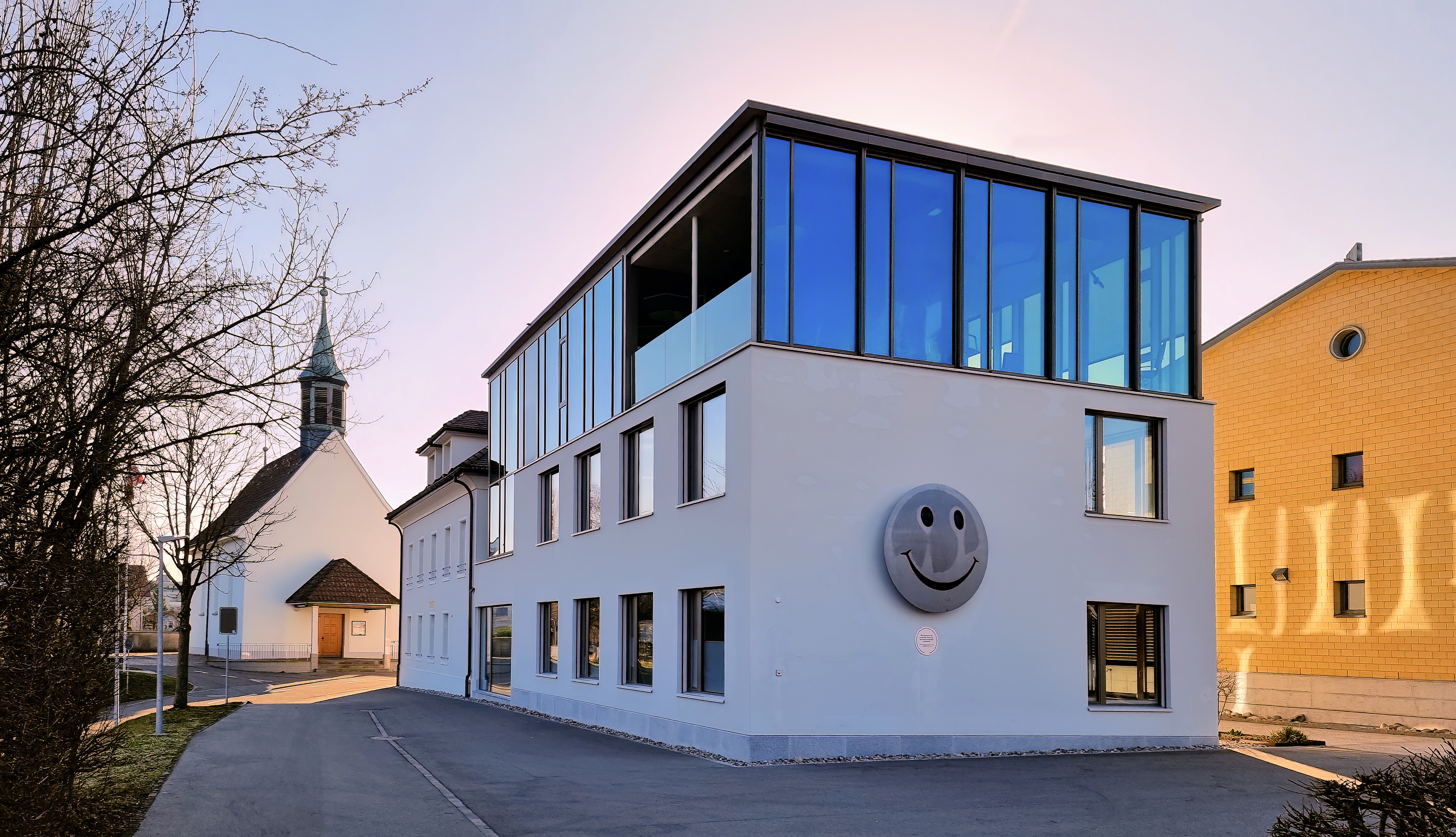
Gemeindehaus mit Kapelle

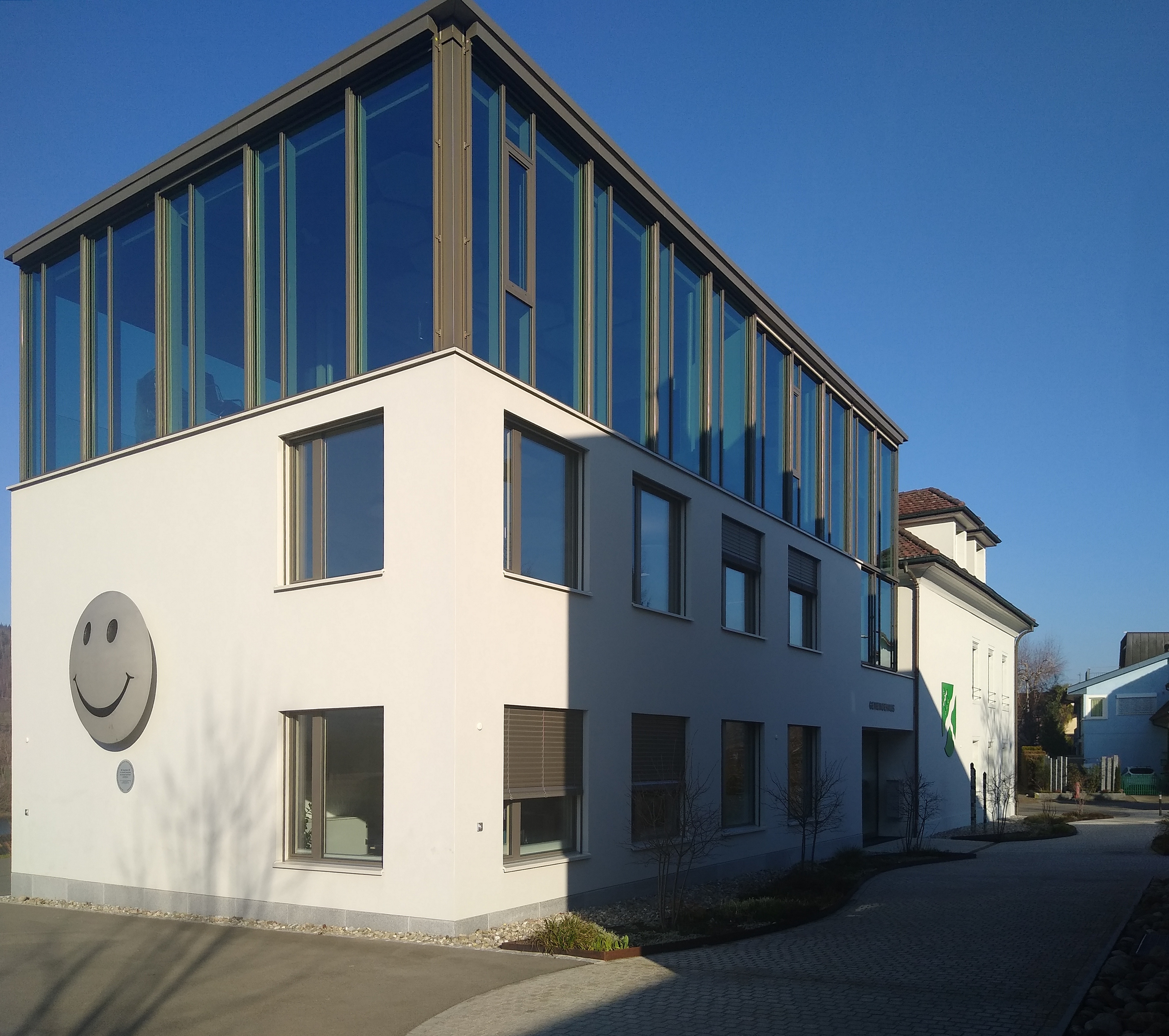
Gemeindehaus (Abendsonne)

Die Versammlung der Stimmberechtigten, die Gemeindeversammlung, übt die Legislativgewalt aus. Ausführende Behörde ist der fünfköpfige Gemeinderat. Er wird im Majorzverfahren vom Volk gewählt, seine Amtsdauer beträgt vier Jahre. Der Gemeinderat führt und repräsentiert die Gemeinde. Dazu vollzieht er die Beschlüsse der Gemeindeversammlung und die Aufgaben, die ihm vom Kanton zugeteilt wurden. Für Rechtsstreitigkeiten ist in erster Instanz das Bezirksgericht Laufenburg zuständig. Sisseln gehört zum Friedensrichterkreis X (Mettau).

## Wirtschaft
In Sisseln gibt es gemäss der im Jahr 2015 erhobenen Statistik der Unternehmensstruktur (STATENT) rund 1000 Arbeitsplätze, davon 1 % in der Landwirtschaft, 76 % in der Industrie und 27 % im Dienstleistungssektor. In der ausgedehnten Industriezone westlich der Sissle befinden sich grosse Produktionsanlagen der Chemieindustrie, vertreten durch die Unternehmen DSM (ehem. Roche) und Syngenta. Sisseln ist das Ziel zahlreicher Pendler aus den Gemeinden der Umgebung sowie Standort der Unternehmen Aenova (ehem. Temmler) und Wild.

## Verkehr
Sisseln ist verkehrsmässig gut erschlossen. Zum östlichen Kreisel beim Dorf-Eingang führt die Hauptstrasse 7 zwischen Basel und Winterthur. Ein Anschluss der Autobahn A3 befindet sich zwei Kilometer südlich bei Eiken. Die Anbindung an das Netz des öffentlichen Verkehrs erfolgt durch eine Postautolinie zwischen den Bahnhöfen Laufenburg und Stein-Säckingen. An Wochenenden verkehrt ein Nachtbus von Frick über Laufenburg nach Eiken. Der ehemalige Bahnhof beim Silo ist schon seit längerer Zeit geschlossen, im Februar 2013 wurden die Perronanlagen zurückgebaut.

## Bildung
Die Gemeinde verfügt über einen Kindergarten und eine Primarschule. Die Bezirksschule, die Sekundarschule und die Realschule können in der Kreisschule Regio Laufenburg besucht werden. Die nächstgelegenen Gymnasien befinden sich in Aarau (Alte Kantonsschule und Neue Kantonsschule); aufgrund einer interkantonalen Vereinbarung können Jugendliche aus Teilen des Fricktals das Gymnasium auch in Muttenz (Kanton Basel-Landschaft) oder in Basel absolvieren.